# Heaven Beside You
Heaven Beside You è un singolo del gruppo rock statunitense Alice in Chains, pubblicato nel 1996 ed estratto dall'album Alice in Chains.

## Formazione
- Layne Staley – cori
- Jerry Cantrell – chitarra, voce
- Mike Inez – basso
- Sean Kinney – batteria, percussioni

## Classifiche
| Classifica (1996)             | Posizione massima |
| ----------------------------- | ----------------- |
| Australia                     | 60                |
| Regno Unito                   | 35                |
| Regno Unito (rock & metal)    | 2                 |
| Stati Uniti (alternative)     | 6                 |
| Stati Uniti (mainstream rock) | 3                 |